# Bout de Zan et la Torpille
Bout de Zan et la Torpille és una pel·lícula muda francesa escrita i dirigida per Louis Feuillade i estrenada el 22 de setembre de 1916.
Aquesta pel·lícula forma part de la sèrie Bout de Zan.

## Repartiment
- René Poyen : Bout de Zan